# Monaldi & Sorti
Rita Monaldi (1966) e 
Francesco Sorti (1964) sono una coppia di scrittori italiani di romanzi gialli storici, marito e moglie nella vita.

## Biografia

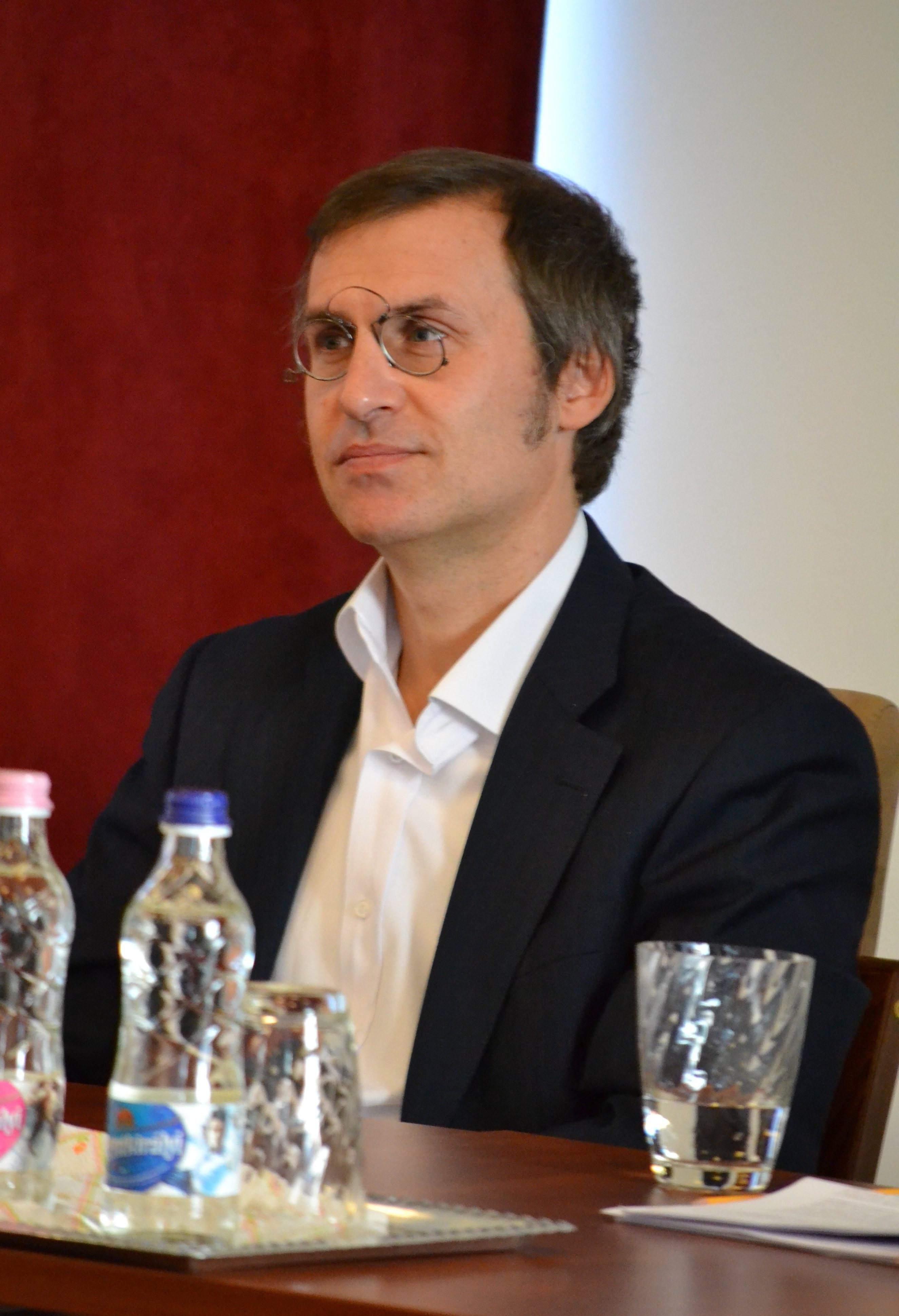
Francesco Sorti

Di formazione, lei grecista, lui musicologo, entrambi laureati all'Università La Sapienza di Roma col massimo dei voti, sono stati per alcuni anni giornalisti professionisti iscritti all'Ordine dei giornalisti, professione man mano accantonata poco dopo il matrimonio per dedicarsi alla narrativa e alla saggistica storica. Ogni loro romanzo è corredato in appendice da un saggio che supera talvolta le 100 pagine.
Protagonista dei primi romanzi, del genere letterario del Bildungsroman sulla diplomazia europea barocca, è l'abate Atto Melani, vissuto tra il 1626 e 1714, che fu cantante castrato, diplomatico e spia (era uno degli agenti segreti preferiti del Re Sole), amico di papi, principi e re.
Nel 2002 il loro primo romanzo, Imprimatur, inizialmente pubblicato da Arnoldo Mondadori Editore, fu dichiarato fuori catalogo nel giro di pochi mesi, malgrado il quarto posto in classifica sul Corriere della Sera, che mandò esaurita la prima edizione nel giro di due settimane, ma è stato venduto all'estero in 26 lingue e 60 paesi superando abbondantemente il milione di copie vendute. Il caso editoriale è stato presentato alla Fiera del libro di Francoforte nel 2006.
Le edizioni originali Mondadori – Omnibus 2002 più una ristampa, e poi l'edizione tascabile nella collana Oscar bestsellers – sono diventate oggetto di collezionismo sul mercato dei libri di seconda mano.
Nel 2006 l'editore olandese De Bezige Bij ha realizzato un'edizione in italiano di Imprimatur, ristampata otto volte fino al 2013 e venduta dalla libreria Hoepli. Nel 2009 fu dedicata al "caso Imprimatur" da Giuseppe Cruciani la prima puntata della trasmissione de LA7 "Complotti".
Negli anni i due autori hanno pubblicato – fino al 2015 sempre esclusivamente all'estero, tradotti, e presso case editrici straniere – altri 11 romanzi, tra cui Secretum nel 2004 e Veritas nel 2006 che costituiscono i sequel di Imprimatur  nonché  Mysterium e Dissimulatio, due dei quattro prequel previsti. Gli ultimi due volumi della serie, Unicum e Opus, non sono stati ancora pubblicati.
Essendo usciti per tredici anni (2002-2015) solo in traduzione, si sono tenuti negli anni diversi eventi legati al rapporto tra Monaldi & Sorti e i loro traduttori, a partire dal primo, nel 2006, all’Übersetzer Zentrum della Fiera del libro di Francoforte: Übersetzung als literarisches Exil. Hanne Jansen, italianista docente all´Università di Copenhagen e traduttrice storica di Claudio Magris, ha tenuto al congresso EST (European Society of Translation Studies - Lovanio 2010) uno studio comparato sui rapporti che tre autori italiani - Umberto Eco, Claudio Magris e Monaldi & Sorti - hanno con i rispettivi traduttori.
L'edizione italiana di Secretum viene pubblicata nel 2015 da Baldini&Castoldi, che ripubblica nello stesso anno anche il primo romanzo della saga: Imprimatur. Seguono, nel 2016, Veritas e Malaparte - Morte Come Me, uscito in anteprima mondiale in Italia e finalista al Premio Strega 2017 candidato da Franco Cardini e Lucio Villari, e presentato da Walter Veltroni, Liliana Cavani, Andrea Di Consoli e Piera Degli Esposti nonché al centro delle polemiche tra favorevoli e contrari ad attribuire un premio Strega ad honorem a Curzio Malaparte. Sulla scia dello scalpore suscitato dalla proposta, il mixologist romano Emanuele Broccatelli ha dedicato a Curzio Malaparte e al romanzo di Monaldi & Sorti il drink di sua invenzione "Strega Come Me".
Escono nel 2016, Mysterium e, a loro cura, il saggio di Atto Melani Gli intrighi dei Cardinali. Nell'occasione viene organizzato il convegno "Verità e Potere", dove Monaldi & Sorti parlano del rapporto tra verità e potere insieme a Giuliano Amato, Giuliano Ferrara, Franco Cardini, Vito Mancuso e altri.
Nel 2017 escono Dissimulatio (quinto volume della saga di Atto Melani) e I Dubbi di Salaì (primo di una trilogia di gialli storico-satirici con protagonista Salaì, il figlio adottivo di Leonardo da Vinci). In occasione della pubblicazione di Dissimulatio, il cui tema centrale sono i finti colpi di Stato, si tiene al circolo ARCI Bellezza di Milano un dibattito sul tema con gli autori, il giudice Guido Salvini e l'ex leader Br pentito Alberto Franceschini, moderati dal giornalista Leonardo Coen, cofondatore del quotidiano La Repubblica.
Nell'estate 2017 la casa di produzioni cinematografiche Palomar acquista il loro primo soggetto originale: una fiction tv sulla vita di Dante Alighieri e la Divina Commedia con sceneggiatura degli stessi Monaldi & Sorti e la partecipazione di Roberto Benigni. Nell'autunno 2019 la RAI annuncia che la serie tv sarà coprodotta con la casa di produzioni francese Fédération e la sua associata italiana Fabula Pictures.
Nel 2018 e 2019 vengono pubblicati gli ultimi due volumi della trilogia storico-satirica di Salaì: L'Uovo di Salaì (parodia del complottismo) e La Riforma di Salaì (parodia di Martin Lutero scritta in forma di saggio psichiatrico).
Nel 2021-2024 la casa editrice del Corriere della Sera, Solferino Libri, pubblica, vendita abbinata al quotidiano, la trilogia di romanzi teatrali Dante di Shakespeare. Al primo volume, Amor ch'a nullo amato, candidato dalla casa editrice al Premio Campiello, senza tuttavia giungere in finale, ha fatto seguito nel 2022 Ahi, serva Italia! e nel 2024 il terzo e ultimo volume Come è duro calle.
Sul primo volume della trilogia è stato realizzato il primo film italiano interamente prodotto in Intelligenza Artificiale. Utilizzando la tecnica del deepfake sono stati fatti rivivere i volti di star del passato: Giorgio Albertazzi nel ruolo del giovane Dante, Vittorio Gassmann in quello di suo zio Geri del Bello, Luigi Vannucchi in quello dell'amico poeta Guido Cavalcanti, Arnoldo Foà nei panni del giudice Durante degli Abati, nonno materno di Dante.
Sul secondo volume della trilogia è stato basato il concorso di teatro di strada “Ahi, serva Italia! – Dante di Shakespeare”, patrocinato dalla Fondazione Luigi Einaudi e dalla Società Dante Alighieri. Il concorso si è svolto nell’estate 2022 sulle piazze italiane e la cerimonia di premiazione è sul portale di Rai Cultura. Testimonial del premio - si legge sul sito di Rai Cultura - sono stati Pupi Avati e Monica Guerritore, che ha definito il duo Monaldi & Sorti «art director della pagina scritta». I finalisti erano provenienti da dieci regioni italiane. Ai migliori sono stati assegnati un premio nella categoria giovanile e alcuni riconoscimenti speciali, più il premio principale assegnato a una terna di compagnie ex aequo. Ha condotto la serata Daniela Vergara. La cerimonia era prevista inizialmente al Gigi Proietti Globe Theatre, ma dopo il crollo strutturale avvenuto nel teatro, si è tenuta alla Casa di Dante in Roma. A ognuno dei tre ensemble vincitori a pari merito (esibitisi nel corso della serata) è stato conferito l'oscar “Dante di Shakespeare”, scultura dorata dell'artista ravennate Luca Tarlazzi: un busto di Dante Alighieri regge in mano, come fosse Amleto, il classico teschio sul quale campeggia un berretto da giullare, riassumendo così i tre simboli dell’iniziativa e del romanzo ispiratore: Dante, Shakespeare e il teatro di strada. 
Nel febbraio 2023 l'attrice Isabel Russinova ha realizzato per i canali della Società Dante Alighieri un cortometraggio su una scena del romanzo Ahi, serva Italia!. Il cortometraggio è seguito dal commento del professor Raffaele Pinto, dantista dell'Universitat de Barcelona. 
Il 16 febbraio 2024 è uscito il terzo e ultimo tomo della trilogia, Dante di Shakespeare III. Come è duro calle. 
Nel 2024 la seconda edizione dell'oscar di teatro di strada, basata sul tezo volume della trilogia, ha visto la direzione artistica di Leonardo Lidi e Remo Girone . Sul medesimo volume si è svolta la rassegna nazionale di reading teatrali "Shakespeare racconta Dante" con Giuseppe Pambieri  , Mariano Rigillo  e altri nomi del teatro d'arte italiano  per i 460 anni dalla nascita di William Shakespeare (1564-2024) diffusa con un lungometraggio Rai Cultura il 9 settembre 2024 e poi rilanciata dalla Fondazione Luigi Einaudi con un commento di taglio politico ai brani selezionati.
Il terzo volume è stato presentato al Salone Internazionale del Libro di Torino  ed è divenuto oggetto di elevata attenzione da parte dei media nazionali per tre principali novità storiche  :
1- Scoperte di diverse pergamene che comproverebbero il passaggio di Dante e del figlio Jacopo sui monti Sibillini nelle Marche (nella città di Fermo avrebbero anche dei parenti nella famiglia Elisei), precisamente nella zona del Fiastra, fulcro di Cistercensi (che avevano qui la famosa abbazia di Chiaravalle di Fiastra) e Francescani Spirituali, il che comproverebbe la maggiore vicinanza di Dante al filone mistico francescano (erede, grazie a san Bonaventura, di quello di san Bernardo di Chiaravalle), e la sua posizione critica verso quello aristotelico tomistico domenicano     
2- Una falsificazione nella bolla di canonizzazione di san Tommaso d’Aquino , notizia rimbalzata sul quotidiano inglese The Times 
3- Un codice segreto nella Divina Commedia (individuato con la consulenza di due esperti di statistica del CNR e dell’Università di Pisa)  
Monaldi e Sorti vivono a Vienna, da cui collaborano con il quotidiano La Repubblica.

## Opere

### Serie "Imprimatur"
- Imprimatur, Arnoldo Mondadori Editore, 2002; De Bezige Bij, Amsterdam, 2006; Baldini&Castoldi, 2015.
- Secretum, De Bezige Bij, Amsterdam, 2004; Baldini&Castoldi, 2015.
- Veritas, De Bezige Bij, Amsterdam, 2006; Baldini&Castoldi, 2016.
- Mysterium, De Bezige Bij, Amsterdam, 2011; Baldini&Castoldi, 2016.
- Dissimulatio, De Bezige Bij, Amsterdam, 2012; Baldini&Castoldi, 2017.

### Saggi
- I segreti dei conclavi, 2005 (saggio, autore Atto Melani, edizione a cura di Monaldi & Sorti)
- Gli intrighi dei Cardinali, De Bezige Bij, Amsterdam, 2005; Baldini&Castoldi, 2016 (autore del saggio Atto Melani, edizione a cura di Monaldi & Sorti)

### Satira storica
- I dubbi di Salaì, De Bezige Bij, Amsterdam, 2007; Baldini&Castoldi, 2017
- L'uovo di Salaì, De Bezige Bij, Amsterdam, 2008; Baldini&Castoldi, 2018
- La riforma di Salaì, Aufbau Verlag, Berlin, 2014; Baldini&Castoldi, 2019

### Romanzo storico finalista al Premio Strega
- Malaparte - Morte come me, Baldini&Castoldi, 2016.

### Trilogia "Dante di Shakespeare"
- Dante di Shakespeare. Amor ch'a nullo amato, Solferino, 2021
- Dante di Shakespeare II. Ahi, serva Italia!, Solferino, 2022
- Dante di Shakespeare III. Come è duro calle, Solferino, 2024